# Jaume Riera i Sans
Jaume Riera i Sans (Sant Feliu de Llobregat, Baix Llobregat, 28 d'agost de 1941 – Tarragona, 2 d'agost de 2018) ha estat un filòleg, traductor, arxiver i historiador medievalista català. Entre les seves investigacions, destaca l'estudi de la presència dels jueus catalans medievals.
Va rebre formació al Seminari de Barcelona. Posteriorment, estudià i es llicencià en Filosofia i Lletres a la Universitat de Barcelona (1969) i fou arxiver de professió des de 1979, formant part del Cos Facultatiu d'Arxivers, Bibliotecaris i Arqueòlegs de l'Estat. Jaume Riera fou arxiver i secretari de l'Arxiu de la Corona d'Aragó i el primer president de l'Associació d'Estudiosos del Judaisme Català, des que es va constituir l'any 1985. D'aquesta època, és la publicació de la revista Calls, del Consell de Redacció de la formà part entre 1985 i 1990. Riera destacà en la tasca de transcripció i publicació de documents medievals escrits en hebreu que es conserven en diversos arxius i biblioteques.
En la seva trajectòria professional, s'ocupà de l'edició i de la traducció de múltiples obres del món medieval. Realitzà diverses edicions de texts d'interès literari i històric, tasca que inicià amb la del procés criminal de 1410 contra el cavaller Arnau Albertí (El cavaller i l'alcavota, 1973). S'ocupà de la transliteració de texts aljamiats catalans (Cants de noces dels jueus catalans, 1974) i edità també les traduccions catalanes del Llibre de Job, de Jeroni Conques (1976), del segle xviii, de La mort d'Aristòtil: versió quatre-centista del 'Liber de Pomo' (1981), del Llibre de virtuoses costums de Sèneca, traduït per Martí de Viciana (1987), i de la Bíblia del segle XIV: Èxode, Levític (2004), totes elles medievals. També féu la versió del text Un recull d'oracions en català dels conversos jueus (1980). El 1981 participà en la constitució de la “Biblioteca Escriny: Col·lecció de textos medievals breus”, de la qual aparegueren nou volums.
El setembre de 1991, Jaume Riera presentà una ponència en el congrés de l'Associació Internacional de Llengua i Literatura Catalanes, celebrat a Alacant, en la qual va defensar la tesi de la falsificació de diverses obres de la literatura medieval, i específicament cità el cas de la novel·la catalana Curial e Güelfa, afirmant que no és del segle xv, com es donava per fet fins al moment, sinó obra del seu presumpte descobridor, l'estudiós Manuel Milà i Fontanals (1818-1884). Aquesta afirmació, que més endavant reproduiria en un article, va aixecar una gran polseguera i polèmica entre els estudiosos del moment, que es van dividir entre el suport i la detracció de la tesi de Riera. Fins i tot, la Biblioteca Nacional d'Espanya va intervenir en la defensa de l'autenticitat de l'obra, del manuscrit únic de la qual és dipositària. Posteriorment, ha continuat la polèmica al voltant d'aquestes afirmacions de Riera.
Les seves darreres publicacions van ser Els poders públics i les sinagogues (segles XIII-XV) (2006), Els jueus de Girona i la seva organització (segles XII-XV) (2012) i Sodomites catalans: història i vida (segles XIII-XVIII) (2014).